# TVNZ 6
TVNZ 6 était une chaîne de télévision publique néo-zélandaise. Lancée le 30 septembre 2007, elle se positionne en chaîne familiale. Sa grille des programmes comprend essentiellement des séries, des dessins animés, des émissions pédagogiques et des documentaires. 
Dépendant de l'entreprise de télévision nationale Television New Zealand, ses bureaux sont implantés au cœur du complexe de la TVNZ à Auckland.
Au contraire des deux premières chaînes publiques TV One et TV 2, TVNZ 6 n'est diffusée que par l'intermédiaire de la télévision numérique terrestre, par câble ainsi que par satellite en réception directe (bouquet Freewiew).
Le 28 février 2011, la chaîne a cessé ses activités, et a été remplacé par TVNZ U, 

## Description
TVNZ 6 émet de 6 heures du matin à minuit. Son temps d'antenne est partagé en trois parties : de 6 heures du matin à 16 heures (Kidzone), de 16 heures à 20 heures 30 (Family) et de 20 heures 30 à minuit (Showcase).
Les émissions prennent fin avec « The goodnight kiwi », un court métrage d'animation d'une minute créé en 1980. Déprogrammé en 1994 (les chaînes nationales de la TVNZ émettant depuis lors 24 heures sur 24), il est réintroduit sur TVNZ 6.